# Cuevas de San Marcos
Cuevas de San Marcos è un comune spagnolo di 3 988 abitanti situato nella comunità autonoma dell'Andalusia.

## Geografia fisica
Il comune è attraversato dal fiume Genil, che segna il confine con la provincia di Cordova.